# The Road to Ensenada
The Road to Ensenada è il sesto album in studio del musicista statunitense Lyle Lovett, pubblicato nel 1996.
Ai Grammy Awards del 1997, The Road to Ensenada ha vinto il Grammy Award per il miglior album country.

## Tracce
1. Don't Touch My Hat – 3:47
2. Her First Mistake – 6:28
3. Fiona – 4:09
4. That's Right (You're Not from Texas) – 4:54 (Lovett, Willis Alan Ramsey, Alison Rogers)
5. Who Loves You Better – 4:46
6. Private Conversation – 4:32
7. Promises – 3:07
8. It Ought to Be Easier – 4:11
9. I Can't Love You Anymore – 3:14
10. Long Tall Texan – 3:27 (Henry Strzelecki)
11. Christmas Morning – 3:43
12. The Road to Ensenada – 10:12
13. The Girl in the Corner - nascosto alla fine della traccia 12, dopo 1:30 di silenzio